# Artesa de Segre
Artesa de Segre è un comune spagnolo di 3 234 abitanti situato nella comunità autonoma della Catalogna.